# بيغالاخار
بلدية بيغالاخار (بالإسبانية: Pegalajar) هي بلدية تقع في مقاطعة خاين التابعة لمنطقة أندلوسيا جنوب إسبانيا.

## الديموغرافيا
بلغ عدد سكان بلدية بيغالاخار 3.095 نسمة عام 2011 (وفقاً للمعهد الوطني للإحصاء الإسباني).
| 3.136 | 3.126 | 3.091 | 3.136 | 3.172 | 3.141 | 3.095 |